# Моите непознати
„Моите непознати“ е български 2-сериен телевизионен игрален филм от 1978 година на режисьора Магда Каменова, по сценарий на Михаил Величков. Оператор е Йордан Йорданов. Музиката във филма е на Бенедикт Молхов. Художник Димитър Енев.

## Серии
- 1. серия – 66 минути
- 2. серия – 66 минути [1].

## Актьорски състав
| Роля                                     | Изпълнител       |
| ---------------------------------------- | ---------------- |
| ученият Борис Радославов                 | Радко Дишлиев    |
| Надя, студентка по химия                 | Пламена Гетова   |
| Елка, приятелката на Филип               | Пепа Николова    |
| професор Нинова, ръководител на секцията | Емилия Радева    |
| бащата на Борис                          | Андрей Чапразов  |
| майката на Борис                         | Леда Тасева      |
| професор Добрев                          | Юрий Яковлев     |
| Филип                                    | Георги Велчевски |
| бащата на Надя                           | Вълчо Камарашев  |
|                                          | Лили Енева       |
|                                          | Вера Дикова      |
|                                          | Антон Радичев    |
|                                          | Георги Велев     |
|                                          | Владо Русинов    |
|                                          | Т. Василева      |
|                                          | М. Дишлиева      |
|                                          | П. Дренски       |